# Zmarli w roku 1836
Lista osób zmarłych w 1836:

## styczeń 1836
- 31 stycznia – Maria Krystyna Sabaudzka, królowa Obojga Sycylii, błogosławiona katolicka[1]

## kwiecień 1836
- 7 kwietnia – William Godwin, angielski publicysta polityczny[2]
- 20 kwietnia – Jan I, książę Liechtensteinu[3]

## maj 1836
- 5 maja – Nunzio Sulprizio, włoski święty katolicki[4]

## czerwiec 1836
- 10 czerwca – André Marie Ampère, francuski fizyk i matematyk[5]
- 20 czerwca – Emmanuel-Joseph Sieyès, francuski duchowny i polityk[6]
- 26 czerwca – Claude Joseph Rouget de Lisle, francuski kapitan i inżynier wojskowy, autor Marsylianki[7]
- 28 czerwca – James Madison, czwarty prezydent USA[8]

## lipiec 1836
- 4 lipca – Katarzyna Jarrige, francuska tercjarka dominikańska, błogosławiona katolicka[9]

## sierpień 1836
- 21 sierpnia – Claude-Louis Navier, francuski inżynier i fizyk, który głównie specjalizował się w mechanice[10]

## wrzesień 1836
- 3 września – Daniel Mendoza, angielski bokser z okresu walk na gołe pięści[11]

## listopad 1836
- 6 listopada:
  - Karol X Burbon, król Francji[12]
  - Karel Hynek Mácha, czeski pisarz i poeta[13]